# Petru Popescu
Œuvres principales
Prins (« Captif ») (1969), Almost Adam (« Primitif ») (1996)
Petru Popescu, né le 1er février 1944 à Bucarest, est un écrivain, scénariste et réalisateur de cinéma américain d’origine roumaine.
Jeune écrivain, il a connu un grand succès de public vers la fin des années 1960, une période de relative libéralisation du régime communiste en Roumanie. Quoique bien vu par le régime mais pressentant le durcissement de celui-ci, il a émigré aux États-Unis, où il a continué sa carrière artistique. Son œuvre a été interdite en Roumanie jusqu’au changement de régime de 1990. Il y est de nouveau publié, mais continue à vivre aux Etats-Unis.

## Biographie

### En Roumanie
Petru Popescu naît dans une famille d’intellectuels. Son père, Radu Popescu, est un critique dramatique connu et sa mère, Nelly Cutava, actrice au Théâtre Nottara (ro) de Bucarest. Il a un frère jumeau, Pavel, qui meurt quand ils sont adolescents, ce qui l’affecte beaucoup psychiquement. Un autre coup dur dans son adolescence est le divorce de ses parents.
Il obtient son baccalauréat au Lycée Spiru-Haret de Bucarest, puis il continue ses études à la Faculté de langues et littératures étrangères (ro) de l’Université de Bucarest, où il obtient en 1967 son diplôme dans la spécialité langues germaniques et littérature comparée. Encore étudiant, il débute dans la littérature en 1966, avec deux petits volumes de poésie, Zeu printre blocuri (« Dieu parmi les grands immeubles ») et Fire de jazz (« Brins de jazz »), puis, en 1967 paraît son premier volume de prose brève, Moartea din fereastră (« La mort à la fenêtre »).
Le premier ouvrage très bien reçu de Petru Popescu est le roman Prins (« Captif »), publié en 1969 et traduit en slovaque, hongrois, tchèque et polonais. Son roman Dulce ca mierea e glonțul patriei (« La balle de la patrie est douce comme le miel ») connaît un succès semblable en 1970. En 1972, il débute au cinéma aussi, en tant que scénariste du film Drum în penumbră (« Chemin dans la pénombre »).
Au début des années 1970, le Parti communiste roumain cherche à attirer des gens de diverses catégories sociales, surtout des jeunes. C’est ainsi que Petru Popescu devient membre suppléant du comité central des Jeunesses communistes, bien que ses écrits ne reflètent aucune adhésion idéologique. Conformément à son affirmation, sa bonne situation sociale est due plutôt au succès de ses romans.
Le succès de l’écrivain attire sur lui l’attention de Zoia, la fille de Nicolae Ceaușescu. Il commence entre eux une amitié et un flirt. En 1973, les époux Ceaușescu font des visites officielles en Amérique du Sud. Petru Popescu y participe comme journaliste, avec Zoia. L’expérience de ce voyage et de cette relation inspirera beaucoup plus tard à l’écrivain le roman Supleantul (« Le Suppléant »). Cette année-là on sent déjà que le culte de la personnalité des époux Ceaușescu et le régime communiste vont être plus durs. Zoia affermit elle-même ce sentiment de l’écrivain, en lui disant que dans peu de temps, on ne lui permettra plus d’écrire aussi librement que dans les années antérieures. On lui conseille aussi de publier des écrits élogieux sur Ceaușescu.
En 1974, il est invité à un séminaire dans le cadre du Programme international d’écriture (en) de l’Université de l’Iowa. Il ne reçoit son passeport et son visa de sortie qu’après avoir réussi à obtenir une audience chez Ceaușescu pour les lui demander personnellement. Il participe au séminaire, à sa fin il part vers la Roumanie, mais à Londres, il décide tout de même de ne plus retourner au pays, et repart aux États-Unis. En Roumanie, on interdit toutes ses œuvres, on les retire des librairies et, dans les bibliothèques, elles arrivent dans les fonds secrets de celles-ci.

### Aux États-Unis
Petru Popescu suit les cours de l’Institut américain du cinéma et commence à écrire en anglais. En 1977, il écrit, avec Peter Weir et Tony Morphett (en), le scénario du film La Dernière Vague, puis, en 1978, il publie le roman Before and After Edith (« Avant et après Edith »). La même année, il épouse la journaliste et scénariste Iris Friedman, la fille d’une famille juive originaire de Tchéquie, avec qui il aura deux enfants. Ils s’établissent à Beverly Hills.
Il écrit quelques scénarios et romans en anglais. En 1985, il est scénariste et réalisateur du film Death of an Angel (« Mort d’un ange »). Ses romans les plus importants écrits en anglais sont Amazon beaming (« Rayonnement de l’Amazone ») (1991), Almost Adam (traduit en français avec le titre « Primitif ») (1995) et The Oasis: A Memoir of Love and Survival in a Concentration Camp (« L’Oasis : souvenir d’amour et de résilience dans un camp de concentration »). 
Après 1990, Petru Popescu recommence à écrire en roumain aussi et à publier en Roumanie, où il retourne régulièrement. On publie en traduction roumaine ses livres écrits en anglais avant et après cette année-là, ainsi que de nouvelles éditions de ses œuvres d’avant son émigration.

## Regards sur l’œuvre
Les deux premiers romans de Petru Popescu ont été des best-sellers en Roumanie. Le personnage principal de Prins est un jeune homme malade incurable. Le livre est devenu un vrai phénomène social, parce qu’un public divers s’y retrouvait, avec ses amours, ses espérances ou ses déceptions. L’autre, Dulce ca mierea… s’inspire de l’expérience du service militaire de l’écrivain. Son personnage principal s’exprime à la première personne, sans les slogans patriotards souhaités officiellement à l’époque.
Son roman d’aventures Amazon beaming développe trois fils : le contact de son héros, un photographe de National Geographic, avec une tribu indienne d’Amazonie, la découverte par lui des sources de l’Amazone et son exploration interne, spirituelle, suscitée par les pratiques mystiques des Indiens pour retrouver leurs origines.
Primitif aussi est un roman d’aventures, qui met en scène un paléoanthropologue américain trouvant au Kénya un garçon Australopithecus afarensis, espèce d’Hominidae bipède crue éteinte. Ils sont obligés de se défendre contre des gens qui leur veulent du mal. Le garçon l’introduit dans sa tribu cachée, où l’anthropologue s’habitue au mode de vie de celle-ci et lie des relations avec ses membres. C’est le roman le plus traduit de l’auteur, en 15 langues, et le plus vendu, apportant en deux ans près de quatre millions de dollars USA à l’auteur.
The Oasis… est basé sur le témoignage dactilographyié des parents de l’épouse de l’écrivain, qui se sont connus dans un camp de concentration nazi. C’est la narration puissante d’un amour dans les circonstances les plus durs possibles.

## Liste des œuvres

### Jusqu’en 1974
- Zeu printre blocuri (« Dieu parmi les grands immeubles »), 1966 (poèmes)[14]
- Fire de jazz (« Brins de jazz »), 1966 (poèmes)
- Moartea din fereastră (« La mort à la fenêtre ») 1967 (prose brève)
- Prins (« Captif »), 1969 (roman)
- Dulce ca mierea e glonțul patriei (« La balle de la patrie est douce comme le miel »), 1970 (roman)
- Om în somn (« Homme ensommeillé », 1971 (poèmes)
- Drum în penumbră (« Chemin dans la pénombre »), 1972 (scénario de film)
- Să crești într-un an cât alții într-o zi (« Grandir en un an autant que d’autres en une journée »), 1973 (roman)
- Între Socrate și Xantipa (« Entre Socrate et Xanthippe »), 1973 (essais)
- Sfârșitul bahic (« Fin bachique »), 1974 (roman)
- Copiii Domnului. O legendă munteană (« Les enfants du Seigneur. Légende de Munténie »), 1974 (roman)

### Après 1974
- Boxes, Stairs & Whistle Time (« Le Temps des boîtes, des escaliers et des sifflements »), 1975, (poèmes, avec la participation d’Anthony Rudolf et Peter Jay)[15]
- La dernière vague, 1977 (scénario de film de cinéma, coécrit avec Peter Weir et Tony Morphett)[16]
- Before and After Edith (« Avant et après Edith »), 1978 (roman)
- Obsessive Love (en) (« Amour obsessif »), 1984 (scénario de téléfilm, coécrit avec Iris Friedman et Yvette Mimieux)[17]
- In Hot Blood: A Vampire Novel (« De sang chaud. Roman à vampires), 1986
- Death of an Angel (« La mort d’un ange »), 1986 (scénario et réalisation de film de cinéma)[18]
- Emma: Queen of the South Seas (en) (« Emma, reine des Mers du Sud »), 1988 (scénario de mini-série de télévision, coécrit avec Ann Chapman, Rob Chapman et Geoffrey Dutton)[19]
- Amazon Beaming (« Rayonnement de l’Amazone »), 1991 (roman)
- Nobody's Children (en) (« Enfants de personne »), 1994 (scénario de téléfilm, coécrit avec Iris Friedman)[20]
- Almost Adam (« Primitif »), 1996 (roman)
- The Oasis: A Memoir of Love and Survival in a Concentration Camp (« L’Oasis : souvenir d’amour et de résilience dans un camp de concentration »), 2001 (roman)
- The Return (« Le Retour »), 2001 (écrit autobiographique)
- Weregirls: Birth of the Pack (« Filles de loups. Naissance de la meute »), 2007 (roman)
- Weregirls: Through the Moon Glass (« Filles de loups. À travers le miroir de lune »), 2008 (roman)
- Footprints in Time (« Traces de pieds dans le temps »), 2008 (roman)
- Girl Mary (« La jeune fille Marie »), 2009 (roman)
- (ro) Supleantul (« Le Suppléant »), 2009, (roman)[21]

## Traductions d’œuvres de Petru Popescu
Un seul roman de l’écrivain, Almost Adam, a paru en français, traduit par Stéphane Carn et Catherine Cheval, avec le titre Primitif, chez deux éditeurs : Paris, Éditions Jean-Claude Lattès, 1997, et Montréal, Éditions Libre Expression, 1998.
À part cela, on a traduit en roumain ses œuvres écrites en anglais et ses principales œuvres en 16 autres langues : allemand, chinois, coréen, danois, espagnol, grec, hébreu, hongrois, italien, japonais, néerlandais, polonais, portugais, slovaque, suédois et tchèque.